# Hyderabad E-Prix
Der Hyderabad E-Prix ist ein Automobilrennen der FIA-Formel-E-Weltmeisterschaft in Hyderabad, Indien. Er wurde erstmals 2023 ausgetragen. Hyderabad ist die 27. Stadt, in der ein Rennen zur Formel-E-Weltmeisterschaft stattfand.

## Geschichte

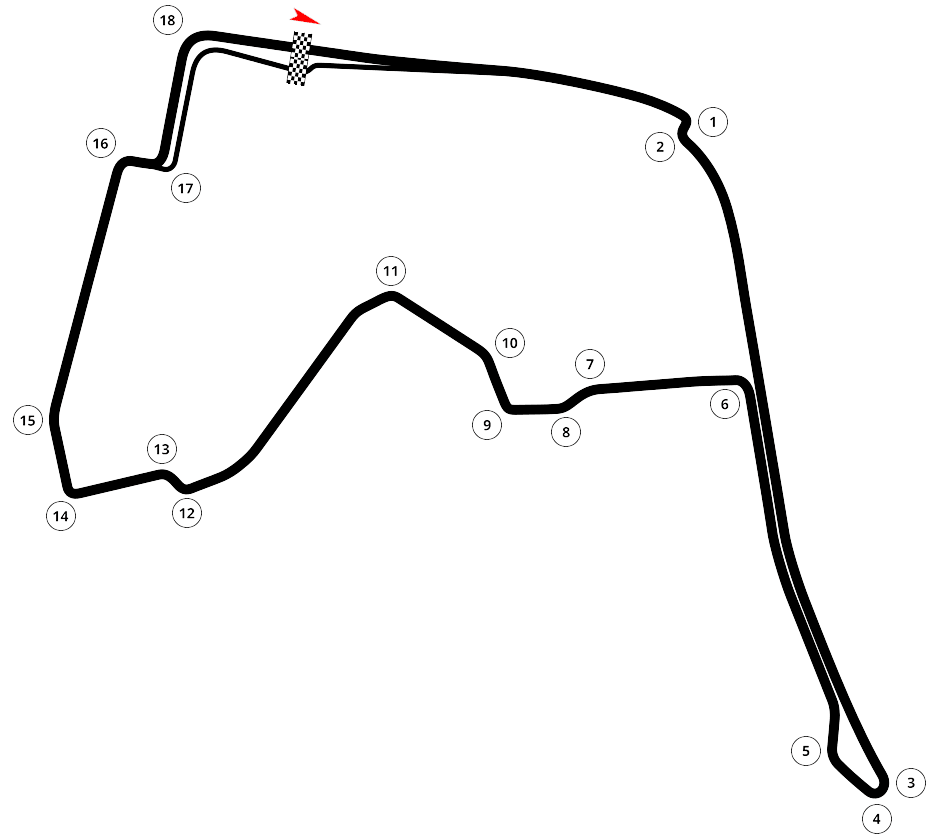
Die Formel-E-Rennstrecke in Hyderabad

Mit Mahindra Racing sowie Tata Motors, der Mutterfirma von Jaguar, sind zwei große indische Konstrukteure seit den ersten Jahren der Serie direkt oder indirekt an der FIA-Formel-E-Weltmeisterschaft beteiligt. Insbesondere Mahindra ließ bereits 2016 eine Streckenführung für ein Rennen in Neu Delhi entwerfen und kooperierte mit den indischen Behörden, um ein Rennen realisieren zu können.
Im Januar 2022 unterzeichneten die Formel-E-Weltmeisterschaft und Verantwortliche der Stadt Hyderabad und des Bundesstaates Telangala eine Absichtserklärung, im Jahr 2023 ein Rennen in Hyderabad auszutragen. Im Juni 2022 wurde das Rennen in den vorläufigen Rennkalender für die Saison 2022/23 aufgenommen. Die Rennserie hat sich auf einen Vier-Jahres-Vertrag mit Hyderabad einigen können, inklusive einer Option auf weitere vier Jahre.
Die Strecke verläuft am südlichen Ufer des innerstädtischen Hussain-Sagar-Sees.
Die erste Austragung des Rennens gewann Jean-Éric Vergne vor Nick Cassidy und António Félix da Costa.
Die für den 10. Februar 2024 geplanten zweite Austragung des Hyderabad E-Prix wurde rund fünf Wochen vor der Austragung abgesagt. Zuvor hatte es einen Regierungswechsel im Bundesstaat Telangala gegeben, die neue Regierung konzentrierte sich auf andere Initiativen der Stadt.

## Ergebnisse
| Auflage | Saison  | Strecke                  | Sieger                       | Zweiter                        | Dritter                                                   | Pole-Position                   | Schnellste Runde                       |
| ------- | ------- | ------------------------ | ---------------------------- | ------------------------------ | --------------------------------------------------------- | ------------------------------- | -------------------------------------- |
| 1       | 2022/23 | Hyderabad Street Circuit | Jean-Éric Vergne (DS Penske) | Nick Cassidy (Envision Racing) | António Félix da Costa (TAG Heuer Porsche Formula E Team) | Mitch Evans (Jaguar TCS Racing) | Nico Müller (ABT Cupra Formula E Team) |